# Brent LaRue
Brent Michael William Larue, slovenski atlet, * 26. april 1987, Kernersville, Severna Karolina, ZDA.
LaRue je za Slovenijo nastopil v teku na 400 metrov z ovirami na Poletnih olimpijskih igrah 2012 v Londonu, kjer se je uvrstil v polfinale.